# 1983년 OB 베어스 시즌
1983년 OB 베어스 시즌은 OB 베어스가 KBO 리그에 참가한 2번째 시즌이다. 김영덕 감독이 팀을 이끈 마지막 시즌이며, 윤동균이 주장을 맡았다. 
한편, 1월 27일부터 대만 카오슝으로 전지훈련을 떠나 역대 1호 외국 전지훈련 팀이 됐지만 에이스 박철순이 허리에 탈이 나서 훈련 도중 귀국했고 이 탓인지 팀은 전기리그 6위, 후기리그 5위, 종합 5위에 그쳐 한국시리즈 진출에 실패했는데 1974년 다이헤이요 클럽 이후 9년 만에 아시아 프로야구 팀이 대만에서 전지훈련을 했다.

## 타이틀
- 세이브 : 황태환 (14)
- 세이브포인트 : 황태환 (20)
- 출장 (타자) : 신경식 (100)
- 안타 : 박종훈 (117)
- 3루타 : 박종훈 (6)
- 희생타 : 유지훤 (17)
- 선발 GSC : 계형철 (8월 29일 MBC전, 101)
- KBO 골든글러브 : 신경식 (1루수), 박종훈 (외야수)
- 미스터올스타 : 신경식
- 올스타 선발 : 신경식 (1루수), 윤동균 (외야수), 김우열 (지명타자)
- 올스타전 추천선수 : 장호연, 황태환, 한대화, 박종훈
- 컴투스프로야구 80년대 OB 베어스 라인업 : 박상열 (선발투수), 박종훈 (중견수), 이홍범 (지명타자)
- 컴투스프로야구 나때는 말이야 라인업: 김성근 (투수코치)
- KBO 신인상 : 박종훈

## 선수단
- 선발투수 : 박상열, 계형철, 선우대영, 박철순, 강철원
- 구원투수 : -
- 마무리투수 : 황태환, 정선두, 장호연, 김현홍
- 포수 : 정종현, 김경문, 김진홍, 조범현
- 1루수 : 신경식, 양세종
- 2루수 : 구천서
- 유격수 : 유지훤
- 3루수 : 한대화, 김광수
- 좌익수 : 윤동균, 이근식
- 중견수 : 박종훈, 김유동
- 우익수 : 김우열, 구재서, 정혁진
- 지명타자 : 이홍범

## 여담
- OB 베어스는 이 시즌에 KBO 리그 사상 2번째로 2군을 창설했으며, 2군 홈구장으로 베어스 필드를 사용하기 시작했다.
- 팀은 시범 경기 1위에 올라 KBO 리그 시범경기의 초대 1위 팀이 되었다. 다만 정규 시즌 성적은 우승과는 거리가 멀었다.
- 6월 26일 롯데 자이언츠와의 경기에서 팀은 단 1안타만 맞았음에도 불구하고 패배했다. 1안타만 치고 패배한 것은 이때가 KBO 리그 사상 처음이다.
- 8월 23일 MBC 청룡과의 경기는 0대 0으로 끝나 KBO 리그 사상 최초의 무득점 무승부로 기록되었다.
- 김현홍은 9월 7일 롯데 자이언츠와의 경기에서 개인 통산 처음이자 마지막 완봉승을 달성했으나 이 시즌 승리기여도는 음수를 기록했다.
- 장호연은 KBO 리그에서 규정 이닝을 채운 투수 중 단일 시즌 최다 구원패(9)를 기록했다.
- 장호연은 당시 규정 이닝 충족 투수 중 유일하게 음수 WAR을 기록했다.
- 계형철은 이 시즌 3차례 완봉했음에도 9승에 그쳐 KBO 리그 단일 시즌 10승 실패 투수 중 최다 완봉 기록을 세웠다.
- 1983년 신인드래프트 1차 지명으로 장호연, 정선두, 박종훈, 한대화를 영입했다. 이는 팀 사상 최초의 드래프트를 통한 영입이었다.
- 박종훈은 KBO 신인상을 수상하여 KBO 리그 사상 최초의 신인상 수상자가 되었다.
- 이정은은 현재까지 확인되는 OB 베어스의 첫 신고선수다.
- 당시 KBO 리그 6개 팀 중 유일하게 베스트 10 수상자를 배출하지 못했다.
- 1984 신인드래프트에서 김성호는 구단 사상 최초로 1차 지명된 포수가 되었다.
- 1984 신인드래프트에서 2차 1라운드로 임재준을 영입했다. 이로써 임재준은 구단 사상 최초로 2차 지명을 받은 선수가 되었다.